# Paulo Costanzo

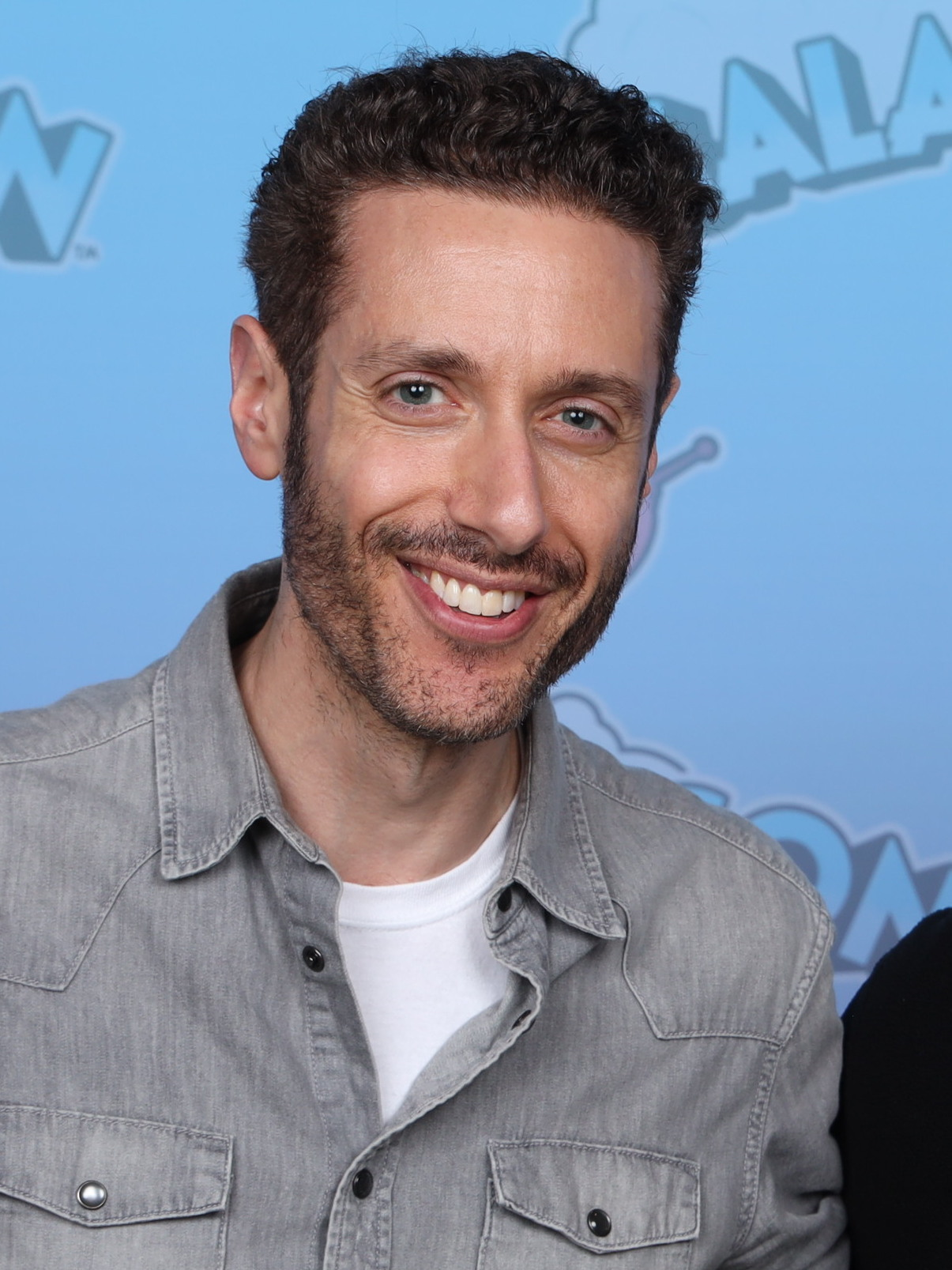
Paulo Costanzo (2023)

Paulo Costanzo (* 21. September 1978 in Brampton, Ontario) ist ein kanadischer Schauspieler.

## Leben
Paulo Costanzo hat italienische und jüdische Vorfahren, seine Mutter ist eine Musikerin. Costanzo besuchte die Kunstschule Mayfield Secondary School, wo er die Rolle des Tony in einer Amateurvorstellung von West Side Story übernahm. Nach seinem Abschluss trat er in Toronto in Theaterstücken wie Bogeyman und The Good Doctor auf sowie in einigen Fernsehsendungen.
Costanzos erster bekannterer Film war Road Trip. Danach drehte er Josie and the Pussycats, 40 Tage und 40 Nächte und Abgezockt!. Er gehörte zudem zur Stammbesetzung der Sitcom Joey, der kurzlebigen Nachfolge-Serie von Friends. Von 2009 bis 2016 spielte er eine der Hauptrollen in der Fernsehserie Royal Pains.
Costanzo lebt in Los Angeles, Kalifornien.

## Filmografie (Auswahl)
- 1997: Amanda und Betsy (Ready or Not, Fernsehserie, Folge 5x10)
- 1997: Der Psycho-Pate (The Don’s Analyst)
- 1998: Präsidententöchter küßt man nicht (My Date with the President’s Daughter)
- 1998–2000: Animorphs (Fernsehserie, 21 Folgen)
- 1999: PSI Factor – Es geschieht jeden Tag (PSI Factor – Chronicles of the Paranormal, Fernsehserie, Folge 4x10)
- 2000: Road Trip
- 2001: Josie and the Pussycats
- 2001: Gypsy 83
- 2002: 40 Tage und 40 Nächte (40 Days and 40 Nights)
- 2003: Abgezockt! (Scorched)
- 2003: A Problem With Fear
- 2004–2006: Joey (Fernsehserie, 46 Folgen)
- 2006: Dr. Dolittle 3 (Stimme als Rooster der Hahn)
- 2006: Everything’s Gone Green
- 2008: Splinter
- 2009–2016: Royal Pains (Fernsehserie, 104 Folgen)
- 2010: A Beginner’s Guide to Endings
- 2012: Sketchy (Fernsehserie, Folge 1x01)
- 2013: How to Be a Man
- 2014: Criminal Minds (Fernsehserie, Folge 9x12)
- 2015–2016: The Expanse (Fernsehserie, 6 Folgen)
- 2016: The Night Of – Die Wahrheit einer Nacht (The Night Of, Miniserie, 4 Folgen)
- 2017–2018: Designated Survivor (Fernsehserie, 22 Folgen)
- 2019: FBI (Fernsehserie, 1 Folge)
- 2022–2023: Upload (Fernsehserie, 7 Folgen)